# Biennale

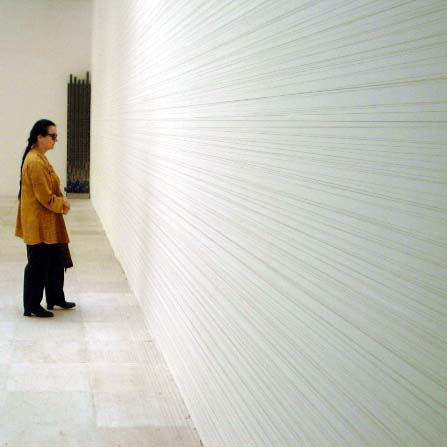
L'oeuvre North is protected par Tommi Grönlund et à la biennale de Venise, en Italie.

Une biennale est une manifestation qui a lieu tous les deux ans. La plupart des biennales sont consacrées à l'art contemporain ou à d'autres formes de création, en présentant des œuvres et des pratiques esthétiques. Certaines se caractérisent par des représentations nationales. En ce sens la Biennale de Venise, en Italie, est la plus grande des manifestations du genre au monde. D'autres biennales présentent un caractère expérimental, par exemple la Biennale de la Biche - la plus petite biennale du monde ou Biennale de Paris qui proposent des pratiques artistiques immatérielles.

## Liste de biennales internationales

### Architecture
- Biennale internationale d'architecture de São Paulo (en), Brésil
- Biennale de Shenzhen & Hong Kong d'urbanisme et d'architecture, Chine
- Biennale panaméricaine d'architecture de Quito (es), Équateur
- Biennale espagnole d'architecture et d'urbanisme (es), Espagne
- Biennale d'architecture de Chicago (en), États-Unis
- Biennale d'Architecture d'Orléans, France
- Exposition internationale d'architecture (ou Biennale d'architecture) de Venise, Italie
- Biennale internationale d'architecture de Rotterdam (en), Pays-Bas
- Biennale d'architecture et de paysage d'Île de France, Versailles, France

### Cinéma
- Festival bisannuel du film taïwanais, (anglais : Taiwan Biennial Film Festival), organisé par la UCLA Film and Television Archive, Los Angeles, États-Unis
- Biennale d'animation de Bratislava (BAB), Slovaquie

### Danse
- Biennale de la danse de Lyon, France
- Biennale de danse du Val-de-Marne, France

### Musique
- Biennale de Munich, Allemagne

### Autre
- Biennale de Luanda – Forum panafricain pour la culture de la paix, Angola[1]
- Biennale de Bresse, France
- Biennale Ecoposs de Lille, France[2],[3]
- Biennale Internationale de Vallauris - Création contemporaine et céramique, France
- Biennale internationale du design de Saint-Étienne, France
- Biennale Internationale d'art graphique de Brno, Tchéquie
- Biennale d'illustration de Bratislava (BIB), Slovaquie
- Biennale d'Autun festival international d'art sacré contemporain
- Biennale internationale de sculpture « Rives du Rhône » à Condrieu, France
- Biennales internationales du spectacle